# Zöld acsa
A zöld acsa (Aeshna viridis) az egyenlőtlen szárnyú vagy nagy szitakötők egy Magyarországon fokozottan védett faja.

## Előfordulása
Szibériában, Észak-, Közép- és Kelet-Európában, elterjedésének nyugati részén többnyire foltokra szakadozott területen él.
Az alábbi országokban honos: Ausztria, Csehország, Dánia, Észtország, Finnország, Hollandia, Lengyelország, Lettország, Litvánia, Magyarország, Montenegró, Németország, Oroszország, Svédország, Szerbia, Szlovákia, Ukrajna.
Magyarországon csak az ország északkeleti területein van jelentősebb tenyésző állománya.
Élőhelyei elsősorban kolokános (Stratiotes aloides) állóvizek.

## Megjelenése
A zöld acsa hossza kb. hét cm.
Szürkületi, esti aktivitása miatt a fajnak kiemelkedően nagy a szeme a többihez viszonyítva.

## Életmódja
Lárvái a kolokán levélrózsájában fejlődnek.
Júliustól kezdve jelenik meg, a melegebb időszakban nappal nem, csak szürkületkor mutatkozik és szinte a teljes besötétedéskor is repül még. Az őszi időszakban már nappal is látható.

## Veszélyeztető tényezők
Élőhelyeinek megszüntetése, szennyezettsége, degradációja, eutrofizáció, vízszint süllyedés.